# Swiss Exchange

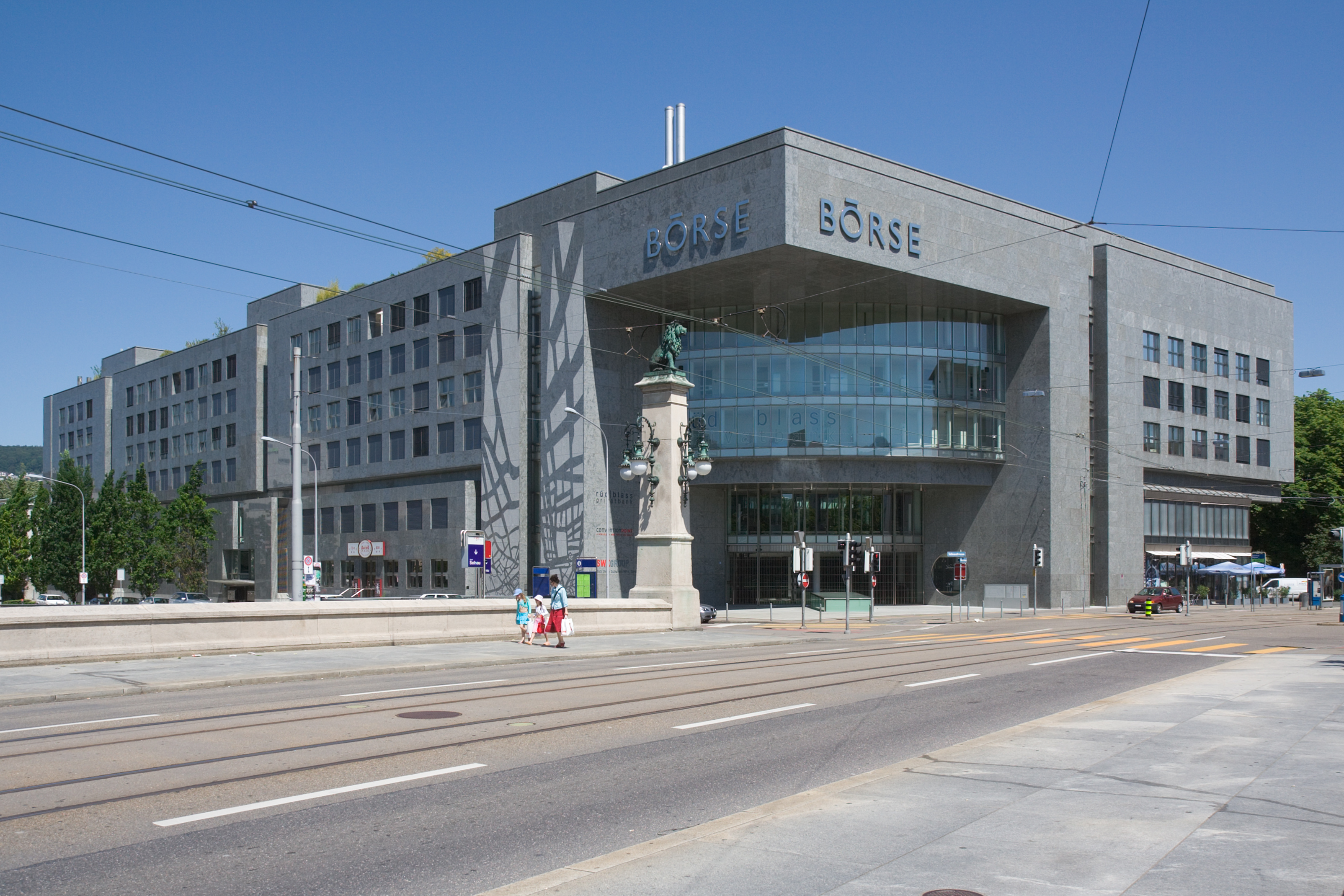
De beurs in Zürich

De SWX Swiss Exchange AG is de Zwitserse beurs en is opgericht in 1993. Het is een belangrijk bestanddeel van het financiële centrum van Zwitserland en is gevestigd in Zürich.
De Swiss Exchange (kort: SWX) bestaat uit verschillende onderdelen, waarvan het belangrijkste is het zorgen voor de notering van aandelen. Ook zorgt het voor de regels rondom de elektronische beurs en waakt over deze regels. Hoewel de strategie van de SWX internationaal is, worden de verhandelte aandelen echter in depots van Zwitserse banken bewaard. De volgende financiële producten worden er verhandeld, Zwitserse frank obligaties en euro-obligaties, traditionele aandelenfondsen, Exchange Traded Funds (ETFs) en derivaten.
De SWX handelt naar Zwitsers recht. De SWX zelf wordt overzien door de eedgenootschappelijke bankencommissie (Eidgenössischen Bankenkommission (EBK)) van Zwitserland. SWX is lid van de internationale organisaties World Federation of Exchanges en Federation of European Stock Exchanges.
Sinds augustus 2008 opereert men onder de naam SIX Swiss Exchange Ltd. SIX is een niet-beursgenoteerde naamloze vennootschap. De aandelen zijn in handen van ruim 100 nationale en internationale financiële instellingen, die ook veel gebruik maken van de diensten van SIX. De aandelen zijn wijdverspreid zodat geen enkele eigenaar of type bank een absolute meerderheid heeft. Sinds januari 2018 is de Nederlander Jos Dijsselhof bestuursvoorzitter.
In 2019 was SIX, naast Euronext, een van de bieders op alle aandelen van de Spaanse exploitant van effectenbeurzen Bolsas y Mercados Españoles (BME). SIX bood met 2,84 miljard euro het meest. In maart 2020 stemde de Spaanse toezichthouder CNMV in met het bod. In juni 2020 werd de overname afgerond, SIX werd na de overname de op twee na grootste beursexploitant van Europa gemeten naar de omzet. Op dat moment had SIX ruim 93% van de aandelen van BME in handen.